# Domnall mac Caustantín
Domnall mac Caustantín, o Domnall III, va ser rei dels escots de Dál Riata del 781 al 805, o del 811 al 835.

## Biografia
Contràriament als Sincronismes de Flann Mainistreach, que el designen com a "Domnall mac Custantin" , el Duan Albanach concedeix a un rei "Domnall", sense tanmateix anomenar el nom del seu pare, un regnat de 24 anys situat just abans del de Conall mac Tarla, que ell mateix hauria regnat 2 anys abans de ser assassinat el 807. Sobre aquesta base cronològica, el regnat de Domnall sobre Dál Riata es podria datar del 781 al 805.
Els anals irlandesos, si bé és cert que estan incomplets per a aquest període, no esmenten a Domnall, però citen a Donncoirce com a rei de Dál Riata que va morir el 792. L'última data anterior assenyalada respecte a Dál Riata és la de la mort el 781 de Fergus mac Echdach.
Alfred P. Smyth accepta considerar Domnall com un fill del rei Causantín mac Fergusa de la dinastia Dál Riata, que hauria governat aquesta regió mentre el seu putatiu pare governava els pictes abans d'unir els dos regnes l'any 811. De fet, sembla que Dál Riata era compartida en aquell moment entre diversos sobirans.
Més recentment, Alex Woolf, ha continuat considerant a Domnall com un fill de Causantine mac Fergusa, però posposa els 24 anys del seu regnat al període 811 a 835 com a subregulus de Dál Riata sota l'autoritat del seu pare i després del seu oncle que haurien estat només reis dels pictes.
En aquest context, Aed mac Boanta el va succeir durant 4 anys, encara com a rei subordinat dels escots, abans de morir al costat d'Uuen mac Unuist en una lluita contra els víkings.